# 沈貞巧
沈貞巧（英語：Garie Shum (Angela Shum)，1993年1月7日—），香港女藝人，ViuTV選秀節目《全民造星IV》亞軍得主。2022年1月12日，隨組合COLLAR正式出道，現為香港女子組合COLLAR隊長兼MakerVille合約女藝員。

## 簡介

### 經歷
沈貞巧在參與《全民造星IV》前為自由工作者，任教鎖舞（locking）。此外，她曾與其他 Locker 組隊參加比賽並奪得 「World of Dance Hong Kong 2019」 亞軍，更成為首隊晉軍到美國總決賽的香港隊伍。2021年，沈貞巧以「Gao」為暱稱參與《全民造星IV》，由於與MIRROR隊長楊樂文所跳的舞種一樣，因而被稱為「女版Lokman」或「Lok-woman」。她最終在總決賽獲得亞軍，率先入選新女團。

### 軼事
- 她是家中的獨生女。
- 官方粉絲名稱為「餃子」。[7]
- 暱稱Gao 源自中學時男同學以她的中文名沈貞巧諧音配上「蒸餃」花名，故「Gao」 其實讀作「餃」。[來源請求]
- 極怕蝴蝶。

### 參加《全民造星IV》過程
| 《全民造星IV》比賽過程 | 《全民造星IV》比賽過程 | 《全民造星IV》比賽過程                           | 《全民造星IV》比賽過程 |
| 項目                   | 集數                   | 演出項目                                         | 備註 |
| ---------------------- | ---------------------- | ------------------------------------------------ | --- |
| 第一輪比賽 （個人賽）  | 11                     | 跳舞《Workin' Day and Night》                    | - 評判：朱柏康、當奴、鄭融 - 最終以1盞藍燈，而跌入復活區，被導師梁祖堯復活並加入其帶領的B組。 |
| 第二輪比賽 （團體）    | 19                     | 第一回合：自選表演 《六條金魚》                  | - B4組員包括：GAO、暐翹、Sarah、Ivy So、Karen、咖喱 - 評判：泳兒、少爺占、韋羅莎、陳輝陽、鍾舒漫 - 最終以4盞紅燈，晉身40強                                                                             |
| 第二輪比賽 （團體）    | 19                     | 第二回合：Dance Battle (跳舞比拼) 《BOSS》       | - B4組員包括：GAO、暐翹、Sarah、Ivy So、Karen、咖喱 - 評判：泳兒、少爺占、韋羅莎、陳輝陽、鍾舒漫 - 最終以4盞紅燈，晉身40強                                                                             |
| 第三輪比賽 （團體）    | 26-27                  | 第一回合：自選表演 《Please don't jump!》        | - B2組員包括：Alice、GAO、阿Mic - 評判：吳雨霏、卓韻芝、陳健安、伍仲衡、陳詠燊 - B2組以1比4敗給A1組，阿Mic則成了落敗淘汰的一員，GAO與Alice晉身30強                                                     |
| 第三輪比賽 （團體）    | 26-27                  | 第二回合：指定歌曲 《救命歌》 原唱：鄭欣宜       | - B2組員包括：Alice、GAO、阿Mic - 評判：吳雨霏、卓韻芝、陳健安、伍仲衡、陳詠燊 - B2組以1比4敗給A1組，阿Mic則成了落敗淘汰的一員，GAO與Alice晉身30強                                                     |
| 第四輪比賽 （團體）    | 28                     | 第一局 《浮雕》                                  | - 第四輪比賽，評判：鄭欣宜、梁釗峰、馮允謙、余迪偉、黃修平 - 比賽分為五局。 - 組員包括：Alice、GAO、Ivy So、Karen、Winka、方方、馬欣、東東、暐翹、榛綦 - 最終以1比4落敗，而東東則在此局被淘汰。        |
| 第四輪比賽 （團體）    | 29                     | 第二局 《勞斯萊斯》                              | - 組員包括：Alice、GAO、Ivy So、Karen、Winka、方方、馬欣、東東、暐翹、榛綦 - 最終以5盞紅燈，勝出第二局。                                                                                               |
| 第四輪比賽 （團體）    | 30-31                  | 第四局 《未知道》                                | - 組員包括：Alice、GAO、Ivy So、Karen、Winka、方方、馬欣、東東、暐翹、榛綦 - 最終以1比4落敗，而Karen則在此局被淘汰。                                                                                   |
| 第四輪比賽 （團體）    | 31                     | 第五局 《One Night Only》                        | - 組員包括：方方、馬欣、東東、暐翹、Alice、GAO、榛綦 - 最終以5盞紅燈，勝出第五局。 |
| 第五輪比賽 (團體)      | 34                     | 《無》                                           | - Jer@MIRROR為導師。 - 組員包括 阿蛋 、子涓、方方、Alice、GAO - 評判： 許廷鏗、梁祖堯、黃慧君、戴穎 - 最終以小組最後一名(第5名)，213.2分，須淘汰三員，而方方、阿蛋、子涓則被淘汰。                     |
| 總決賽 （個人賽）      | -                      | 自選表演項目/曲目 《Fly As Me x 2 Legit 2 Quit》 | - 總決賽於12月25日聖誕節正日晚上8時30分於九龍灣國際展貿中心Star Hall舉行。 - 星級評判：謝安琪、李嘉欣、麥兆輝、谷德昭、魯庭暉 - 星級評判團最終分數19分，觀眾投票最終分數18分，以總分數37分，獲得亞軍。 |
| 總決賽 （個人賽）      | -                      | Dance Battle舞技對決 《Conga》                   | - 總決賽於12月25日聖誕節正日晚上8時30分於九龍灣國際展貿中心Star Hall舉行。 - 星級評判：謝安琪、李嘉欣、麥兆輝、谷德昭、魯庭暉 - 星級評判團最終分數19分，觀眾投票最終分數18分，以總分數37分，獲得亞軍。 |

## 演出作品

### 電視劇
| 首播   | 節目名稱     | 角色   | 備註 |
| ------ | ------------ | ------ | ---- |
| 2023年 | 《冰上火花》 | 陳嘉雯 |      |
| 2024年 | 《出租大叔》 | 林瑪莎 |      |
| 2025年 | 《麻甩媽咪》 | Rene   |      |

### 電視節目（ViuTV）
| 播映年份 | 節目名稱       | 備註                        |
| -------- | -------------- | --------------------------- |
| 2021年   | 全民造星IV     | 參賽編號38號，節目亞軍      |
| 2022年   | 今日疫情       | 第3集嘉賓                   |
| 2022年   | 爆谷一周       | 第8集，COLLAR全員參與拍攝   |
| 2022年   | Chill Club     | 第131集，COLLAR全員參與拍攝 |
| 2022年   | 我哋係COLLAR   | COLLAR全員參與拍攝          |
| 2022年   | 小食上大檯     | 第6集嘉賓                   |
| 2022年   | 波係咁踢       | 第22 - 25集嘉賓             |
| 2023年   | 今餐有料到     | 第410集嘉賓                 |
| 2023年   | 究竟煮乜賀新春 | 主持                        |
| 2023年   | Chat It Out    | 主持                        |
| 2023年   | 日本GAO芯假期  | 主持                        |
| 2024年   | COLLAR智慧學園 | COLLAR全員參與拍攝          |

### 網絡節目（YouTube）
- 2021年：《造星拉票の駅！女團綜藝王大決鬥》最終回（Marf、Ada仔、CK、Alice、Sumling）
- 2022年：KidneyBuster 【舞你舞我】第一集（與KB及Alina）、Pomato小薯茄【FINALLY嚟喇 #3】跟Gao、Marf學跳舞（與Marf、程仁富、朱Mic及肥蚊）、電競FF平行時空足球大賽（與Candy、保錡、Sica、Marco、George、Phoebus及濟哥）

### MV
- 2021年：2021夏の首部曲：造星の駅（《全民造星》主題曲《前傳》）
- 2023年：麗英《全死角美少女戰士》、林海峰《全球百大型男》

### 音樂會
- 2022年：寶礦力水特跑步祭2022 音樂表演（與Sumling、Marf、Winka）

## 演藝獎項
| 年份 | 頒獎單位   | 獎項 |
| ---- | ---------- | ---- |
| 2021 | 全民造星IV | 亞軍 |

### 引用
1. ↑  .   [2022-06-20]. （原始内容存档于2022-07-01）.
2. ↑  .   [2022-06-20]. （原始内容存档于2022-07-03）.
3. 1 2 3  Law, K. . ULifestyle 港生活. 2021-12-26  [2021-12-27]. （原始内容存档于2021-12-26）.
4. ↑  . Time out. 2022-01-13.
5. ↑  . Yahoo! 新聞. 2021-11-16  [2021-12-27]. （原始内容存档于2021-12-27）.
6. ↑  . 明報. 2021-12-26  [2021-12-27]. （原始内容存档于2021-12-27）.
7. ↑  . on.cc東網. 2022-01-13. （原始内容存档于2022-01-14）.
8. ↑  YouTube上的《全民造星IV》Pre round比賽 Gao 跳舞 《Workin’ Day and Night》
9. ↑  YouTube上的《全民造星IV》60強比賽 B4 Gao 暐翹 Sarah Ivy So Karen 咖喱 自選項目 《六條金魚》
10. ↑  YouTube上的《全民造星IV》60強比賽 A2 VS B4 Dance Battle 《BOSS》
11. ↑  YouTube上的《全民造星IV》40強比賽 B2 Alice Gao 阿Mic 自選項目 《Please don’t jump !》
12. ↑  YouTube上的《全民造星IV》師奶味濃郁！笑點連環爆！ B2黑色幽默版《救命歌》
13. ↑  YouTube上的《全民造星IV》30強比賽 B組 Alice Gao Ivy So Karen WINKA 方方 馬欣 東東 瑋翹 榛綦 《浮雕》
14. ↑  . 明報OL網.   [2021-12-09]. （原始内容存档于2021-12-08） （中文（繁體））.
15. ↑  YouTube上的《全民造星IV》純愛悸動！B組全員出動！另一種我們！《勞斯萊斯》式遺憾！
16. ↑  YouTube上的《全民造星IV》30強比賽 B組 Alice Gao Ivy So Karen WINKA 方方 馬欣 東東 瑋翹 榛綦 《未知道》
17. ↑  YouTube上的《全民造星IV》30強比賽 B組 方方 馬欣 東東 瑋翹 Alice Gao 榛綦 《One Night Only》
18. ↑  YouTube上的《全民造星IV》25強比賽 Jer組 阿蛋 子涓 方方 Alice Gao 《無》
19. ↑  YouTube上的《全民造星IV總決賽》炸爆個場！亞軍 Gao 個人表演 《Fly As Me x 2 Legit 2 Quit》
20. ↑  YouTube上的《全民造星IV總決賽》Dance Battle舞技對決：Ivy So、Marf、穎蕎、暐翹、Ariel、Winka、Ada仔、Candy、CK、Gao
21. ↑  . TOPick.   [2021-12-25]. （原始内容存档于2023-01-03） （中文（繁體））.

## 外部連結
- 沈貞巧的Instagram帳戶
- 全民造星IV 沈貞巧自我介紹 （页面存档备份，存于）